# Breitenfurt bei Wien
Breitenfurt bei Wien ist eine Marktgemeinde mit 5998 Einwohnern (Stand 1. Jänner 2025) südwestlich Wiens im Bezirk Mödling in Niederösterreich.

## Geographie

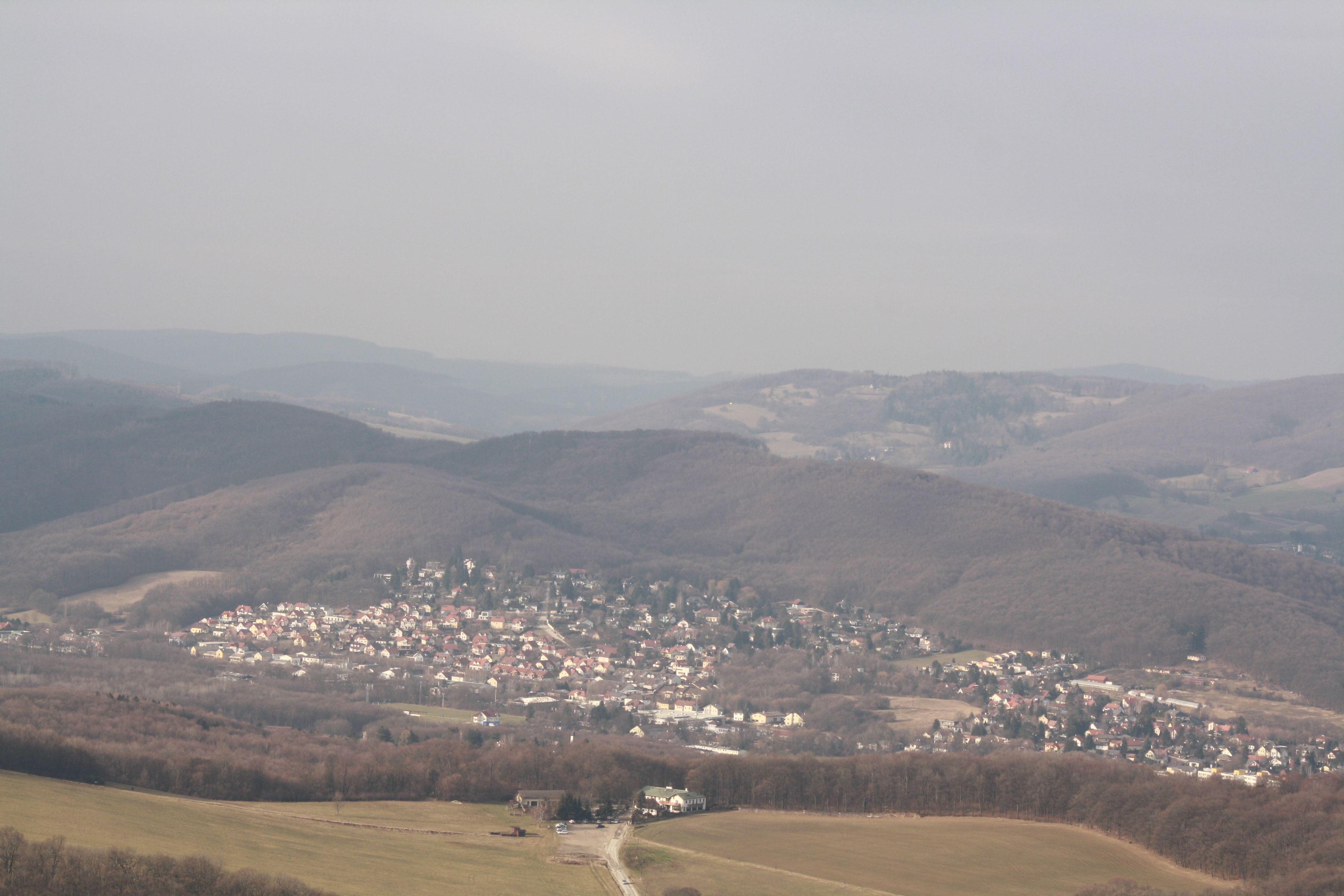
Blick auf Breitenfurt-Ost von der Josefswarte in Perchtoldsdorf

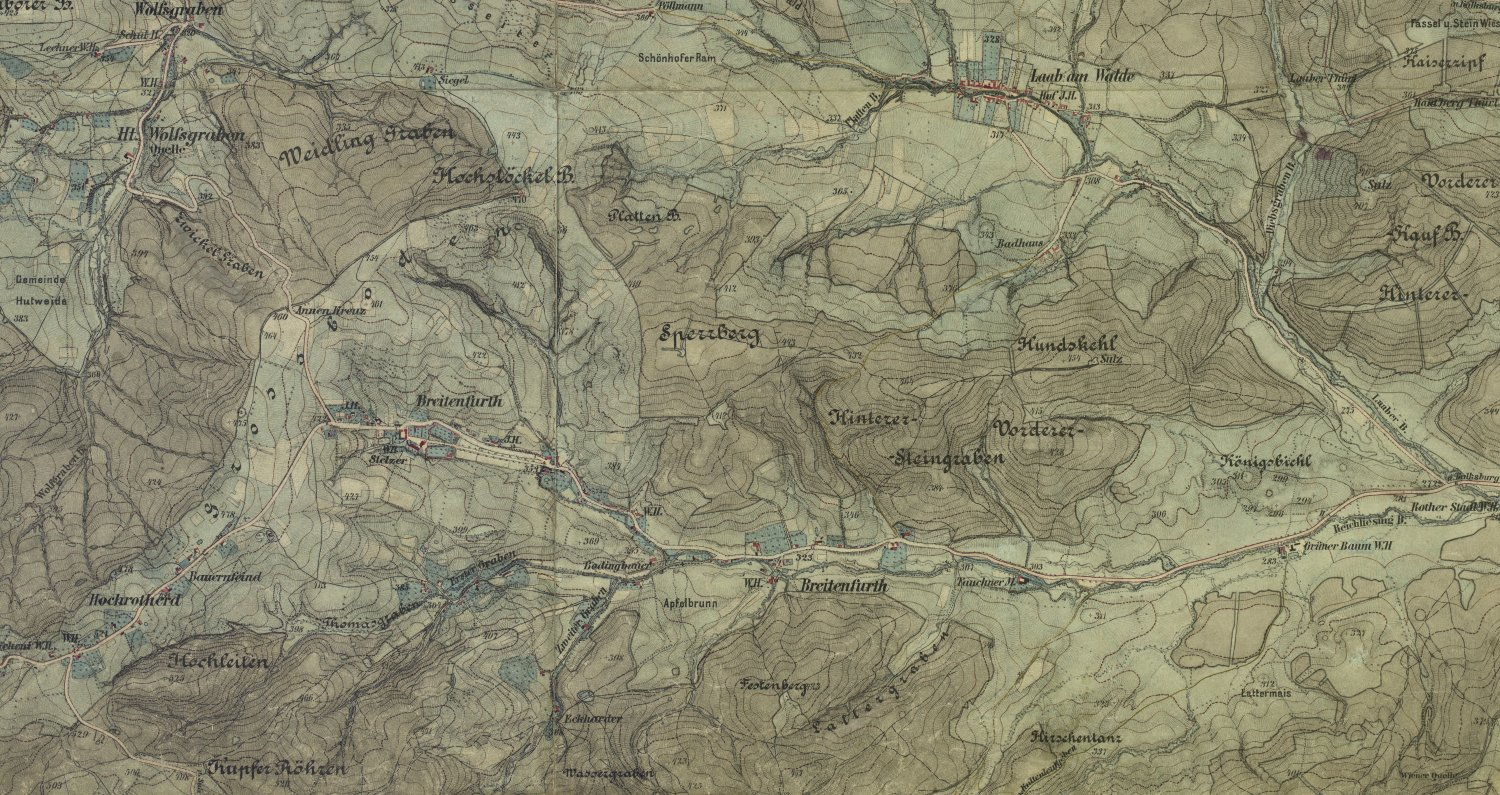
Breitenfurt (unten) und Umgebung um 1872 (Aufnahmeblatt der Landesaufnahme)

Breitenfurt liegt direkt an der Grenze der Großstadt Wien, im Wienerwald im Tal der Reichen Liesing und umfasst deren Quellengebiet. Geologisch befindet es sich am Südrand der Laaber Decke in der Flyschzone und grenzt an das Kalksteinmassiv Kaltenleutgebens an. Die Gemeinde ist flächenmäßig die zweitgrößte im Bezirk und hat große Höhenunterschiede und liegt zwischen 252 und 567 m ü. A.
Besonders der Ortsteil Breitenfurt-Ost stellt in stadtgeographischer Hinsicht eine „Zwischenstadt“  dar, die weder als städtisch noch als ländlich anzusprechen ist. Sie liegt räumlich im Übergangsbereich vom urbanen Raum der Großstadt Wien zum ruralen Gebiet und befindet sich auch zeitlich in einem Transformationsprozess. Der Ortsteil ist gekennzeichnet durch städtische Merkmale wie hoher Bevölkerungsdichte und kompakte Verbauung, aber auch geprägt von großzügiger Durchgrünung, zahlreichen Freizeitflächen und starkem Bezug zum Landschaftsraum.

## Gemeindegliederung
Das Gemeindegebiet gliedert sich in die beiden Katastralgemeinden Breitenfurt und Hochroterd.
Breitenfurt ist eine Streusiedlung, die nach dem Zweiten Weltkrieg aus 12 isolierten Einzelsiedlungen bestand. Laut Ortsverzeichnis Niederösterreich existierten vor 2001 neben dem Hauptort Breitenfurt-Ost die Rotten Großhöniggraben, Hochroterd, Linker Graben und Rechter Graben, die Siedlungen Hirschentanz, Breitenfurt-West, Eigenheimsiedlung, Kleiner Semmering und Ostende sowie mehrere Einzelgehöfte. 2001 bestand die Gemeinde nur aus einer Ortschaft „Breitenfurt bei Wien“.
Strukturell ist die Gemeinde viergeteilt mit Breitenfurt-Ostende direkt an Wien-Kalksburg grenzend, Breitenfurt-Ost und Breitenfurt-West, von wo man über den Kleinen Semmering nach Wolfsgraben gelangt, sowie Hochroterd (mit Großhöniggraben) in äußersten Südwesten.
Die Gemeinde weist in der siedlungsmorphologischen Kartierung aus dem Jahr 2018, in der das Siedlungsgebiet aufgrund seiner baulichen, verkehrlichen und freiraumplanerischen Struktur klassifiziert wurde, folgende Ortsteile aus: Breitenfurt Ost, Breitenfurt West, Eigenheim, Gernbergstraße, Großhöniggraben, Hammerlwiese, Hirschentanz, Hochroterd, Kleiner Semmering, Königsbühel, Linker Graben, Ostende, Pölleritzerwiese, Rechter Graben und Sperrberg.

## Nachbargemeinden
Neben der Landesgrenze zu Wien verläuft eine Bezirksgrenze zwischen den Bezirken Mödling und St. Pölten an der nordwestlichen Gemeindegrenze zur Gemeinde Wolfsgraben. Außerdem besitzt Breitenfurt gemeinsame Gemeindegrenzen mit den Gemeinden Laab im Walde, Wienerwald und Kaltenleutgeben innerhalb des Bezirkes Mödling.
| Wolfsgraben | Laab im Walde                               |      |
|             | Kompassrose, die auf Nachbargemeinden zeigt | Wien |
| Wienerwald  | Kaltenleutgeben                             |      |

## Geschichte
Aufgrund der örtlichen Lage wird zur Diskussion gestellt, dass die ehemalige römische Wasserleitung zum Legionslager Vindobona u. a. aus Quellen oder Wasserfassungen am Oberlauf der Liesing gespeist worden sein könnte und damit ihren Ursprung in Breitenfurt haben könnte. Konkrete Funde oder andere Belege gibt es dafür jedoch nicht.
Breitenfurt wurde verhältnismäßig spät gegründet und taucht in Urkunden erstmals 1622 als besiedeltes Gebiet auf, während bis dahin Breitenfurt nur als Flurname in Gebrauch war. Bis zum Türkensturm 1683 befand sich auf dem heutigen Gemeindegebiet ein kaiserliches Jagdschloss, welches als Ruine heute noch das Wappen des Ortes ziert. Nach der Türkenbelagerung standen in Breitenfurt noch 20 Häuser. Die Umgebung wurde jedoch bald mit Siedlern aus Salzburg, Bayern und der Steiermark bevölkert. Die Bewohner waren vor allem Holzarbeiter, die 1721 in bereits 42 Häusern wohnten. Weitere 32 Häuser standen in weiteren Ortsteilen der heutigen Gemeinde. In den Jahren von 1714 bis 1732 ließ der Buchhalter und Ministerial-Blanko-Deputationsbuchhalter Gregor Wilhelm von Kirchner im Ort ein Barockschloss errichten, welches bereits 1796 fast völlig abgerissen wurde und von dem heute nur noch die Pfarrkirche (ehemalige Schlosskapelle) zeugt.
1848 wurde Breitenfurt selbstständige Gemeinde und wählte 1850 den ersten Bürgermeister. In der Folge entwickelte sich der Ort zu einem beliebten Ausflugsziel der nahen Stadtbevölkerung Wiens, so dass u. a. das Gastgewerbe florierte. Unter anderem damit verbunden, bestand 1898 das Vorhaben, von Liesing über Kalksburg nach Breitenfurt eine elektrische Bahn zu errichten. Nach anfänglicher Begeisterung betroffener bzw. interessierter Gemeinden dürfte insbesondere die weitere Kostenfrage das Projekt vereitelt haben. Stattdessen kam es nur zu einer O-Bus-Linie von Liesing bis Kalksburg, die nur von 1909 bis 1920 bestand.

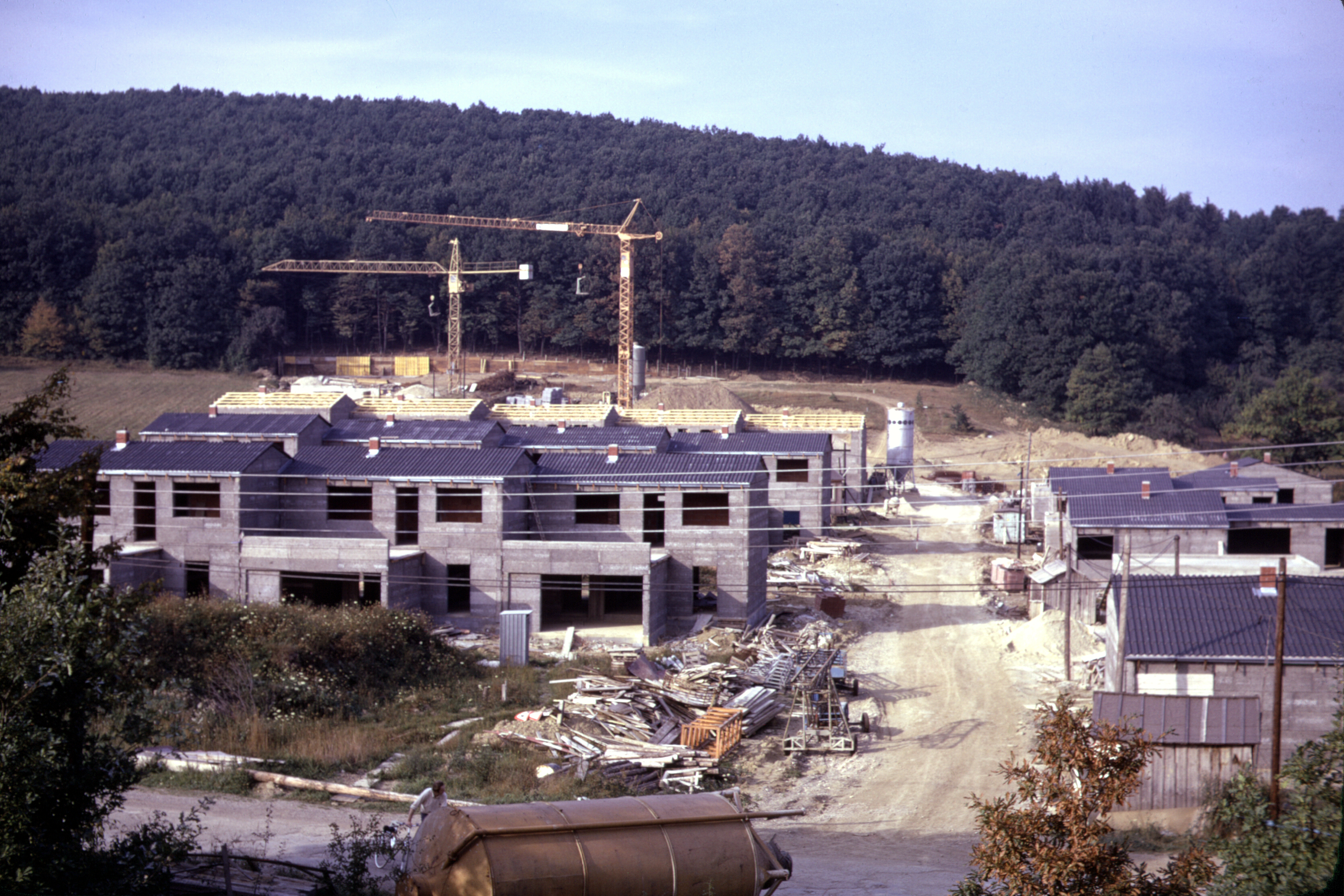
Baustelle einer Reihenhaussiedlung in Breitenfurt 1976, Beispiel für die stetig wachsende Einwohnerzahl seit den 1970ern

Mit der wachsenden Einwohnerzahl um die Jahrhundertwende eröffneten auch immer mehr Gewerbetreibende Läden im Ort, der 1930 schließlich das Marktrecht verliehen bekam. Laut Adressbuch von Österreich waren im Jahr 1938 in der Marktgemeinde Breitenfurt bei Wien ein Arzt, ein Taxiunternehmer, ein Bäcker, eine Bierniederlage der Brauerei Liesing, vier Fleischer, zwei Friseure, drei Fuhrwerker, fünf Gastwirte, elf Gemischtwarenhändler, neun Holzhändler, ein Landesproduktehändler, ein Maurermeister, drei Milchhändler, ein Schmied, ein Schneider, drei Schuster, ein Spengler, drei Tischler, ein Viktualienhändler, zwei Wagner und einige Landwirte mit Direktvertrieb ansässig. Weiters gab es im Ort eine Sparkasse und einen Steinbruch. Bis 1938 gehörte Breitenfurt zum Bezirk Hietzing-Umgebung, bevor nach Machtübernahme der Nationalsozialisten der Ort wie viele Orte Niederösterreichs in die Stadt Wien eingemeindet und Bestandteil des 25. Bezirks Groß-Wiens wurde. Erst 1954 wurde Breitenfurt wieder eigenständig und fiel an Niederösterreich zurück, wo es dem Bezirk Mödling zugeordnet wurde. Ein heute noch sichtbares Relikt von Groß-Wien ist der Gemeindebau an der Adresse Laaber Straße 17–19 mit der Aufschrift „Wohnhausanlage der Gemeinde Wien, errichtet in den Jahren 1952 – 1953“.

## Bevölkerungsentwicklung
Die Einwohnerzahlen steigen seit Beginn der Bevölkerungserhebungen prozentual stärker als die Landesbevölkerung. Nach Zuwächsen von über 30 % in den Zeiträumen 1971–1981 sowie 1981–1991 war im Zeitraum 1991–2001 ein Anstieg von 11,4 % zu verzeichnen.
| Breitenfurt bei Wien: Einwohnerzahlen von 1869 bis 2025 | Breitenfurt bei Wien: Einwohnerzahlen von 1869 bis 2025 | Breitenfurt bei Wien: Einwohnerzahlen von 1869 bis 2025 | Breitenfurt bei Wien: Einwohnerzahlen von 1869 bis 2025 | Breitenfurt bei Wien: Einwohnerzahlen von 1869 bis 2025 |
| ------------------------------------------------------- | ------------------------------------------------------- | ------------------------------------------------------- | ------------------------------------------------------- | ------------------------------------------------------- |
| Jahr                                                    |                                                         |                                                         |                                                         | Einwohner                                               |
| 1869                                                    | 1869                                                    |                                                         | 751                                                     | 751                                                     |
| 1880                                                    | 1880                                                    |                                                         | 892                                                     | 892                                                     |
| 1890                                                    | 1890                                                    |                                                         | 858                                                     | 858                                                     |
| 1900                                                    | 1900                                                    |                                                         | 928                                                     | 928                                                     |
| 1910                                                    | 1910                                                    |                                                         | 981                                                     | 981                                                     |
| 1923                                                    | 1923                                                    |                                                         | 967                                                     | 967                                                     |
| 1934                                                    | 1934                                                    |                                                         | 1.431                                                   | 1.431                                                   |
| 1939                                                    | 1939                                                    |                                                         | 1.586                                                   | 1.586                                                   |
| 1951                                                    | 1951                                                    |                                                         | 1.624                                                   | 1.624                                                   |
| 1961                                                    | 1961                                                    |                                                         | 1.835                                                   | 1.835                                                   |
| 1971                                                    | 1971                                                    |                                                         | 2.795                                                   | 2.795                                                   |
| 1981                                                    | 1981                                                    |                                                         | 3.641                                                   | 3.641                                                   |
| 1991                                                    | 1991                                                    |                                                         | 4.777                                                   | 4.777                                                   |
| 2001                                                    | 2001                                                    |                                                         | 5.323                                                   | 5.323                                                   |
| 2011                                                    | 2011                                                    |                                                         | 5.850                                                   | 5.850                                                   |
| 2021                                                    | 2021                                                    |                                                         | 5.924                                                   | 5.924                                                   |
| 2025                                                    | 2025                                                    |                                                         | 5.998                                                   | 5.998                                                   |
| Quelle(n): Statistik Austria, Gebietsstand 1.1.2021     |                                                         |                                                         |                                                         |                                                         |

## Religionen
Nach den Daten der Volkszählung 2001 sind 65,7 % der Einwohner römisch-katholisch und 5,3 % evangelisch. 1,1 % sind Muslime, 0,9 % gehören orthodoxen Kirchen an. 21,8 % der Bevölkerung haben kein religiöses Bekenntnis.

## Politik
Der Gemeinderat hat seit 2005 29 Mitglieder.
- Mit den Gemeinderatswahlen in Niederösterreich 2000 hatte der Gemeinderat mit 25 Sitzen folgende Verteilung: 14 ÖVP, 7 SPÖ, 2 FPÖ, und 2 Grüne.[11]
- Mit den Gemeinderatswahlen in Niederösterreich 2005 hatte der Gemeinderat mit 29 Sitzen folgende Verteilung: 15 ÖVP, 11 SPÖ, und 3 Grüne.[12]
- Mit den Gemeinderatswahlen in Niederösterreich 2010 hatte der Gemeinderat mit 29 Sitzen folgende Verteilung: 15 ÖVP, 8 SPÖ, 4 Grüne, und 2 FPÖ.[13]
- Mit den Gemeinderatswahlen in Niederösterreich 2015 hatte der Gemeinderat mit 29 Sitzen folgende Verteilung: 11 ÖVP, 9 Grüne, 8 SPÖ, und 1 FPÖ.[14]
- Mit den Gemeinderatswahlen in Niederösterreich 2020 hatte der Gemeinderat mit 29 Sitzen folgende Verteilung: 14 ÖVP, 7 Grüne, 6 SPÖ, und 2 NEOS.[15]
- Mit den Gemeinderatswahlen in Niederösterreich 2025 hat der Gemeinderat mit 29 Sitzen folgende Verteilung: 10 ÖVP, 7 Zukunft Breitenfurt – Gemeinsam gestalten (ZB), 6 Grüne, 3 SPÖ, 2 NEOS und 1 FPÖ.[16]

Bürgermeister
- 1985–2012 Ernst Herzig (ÖVP)[17]
- 2012–2019 Ernst Morgenbesser (ÖVP)
- seit 29. August 2019 Wolfgang Schredl (ÖVP)

## Öffentliche Einrichtungen
In Breitenfurt befinden sich drei Kindergärten und eine Volksschule mit Mehrzweckhalle.
Auf dem Gelände des Sportplatzes finden sich neben Fußballplätzen auch ein Beachvolleyballplatz und ein Skatepark. In Breitenfurt West befindet sich der 465 m lange Skilift Breitenfurt.

## Kultur und Sehenswürdigkeiten

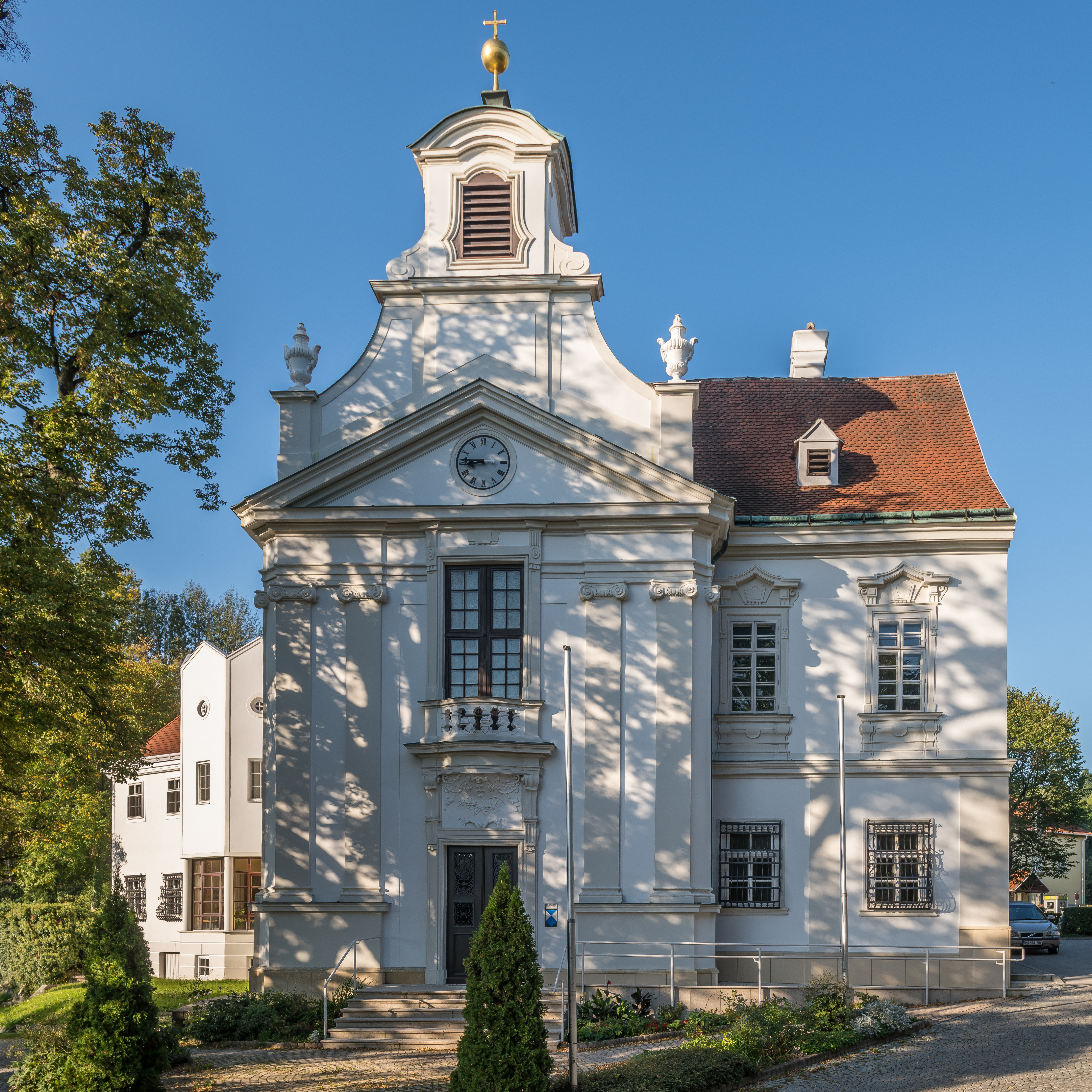
Pfarrkirche Breitenfurt bei Wien-St. Johann Nepomuk

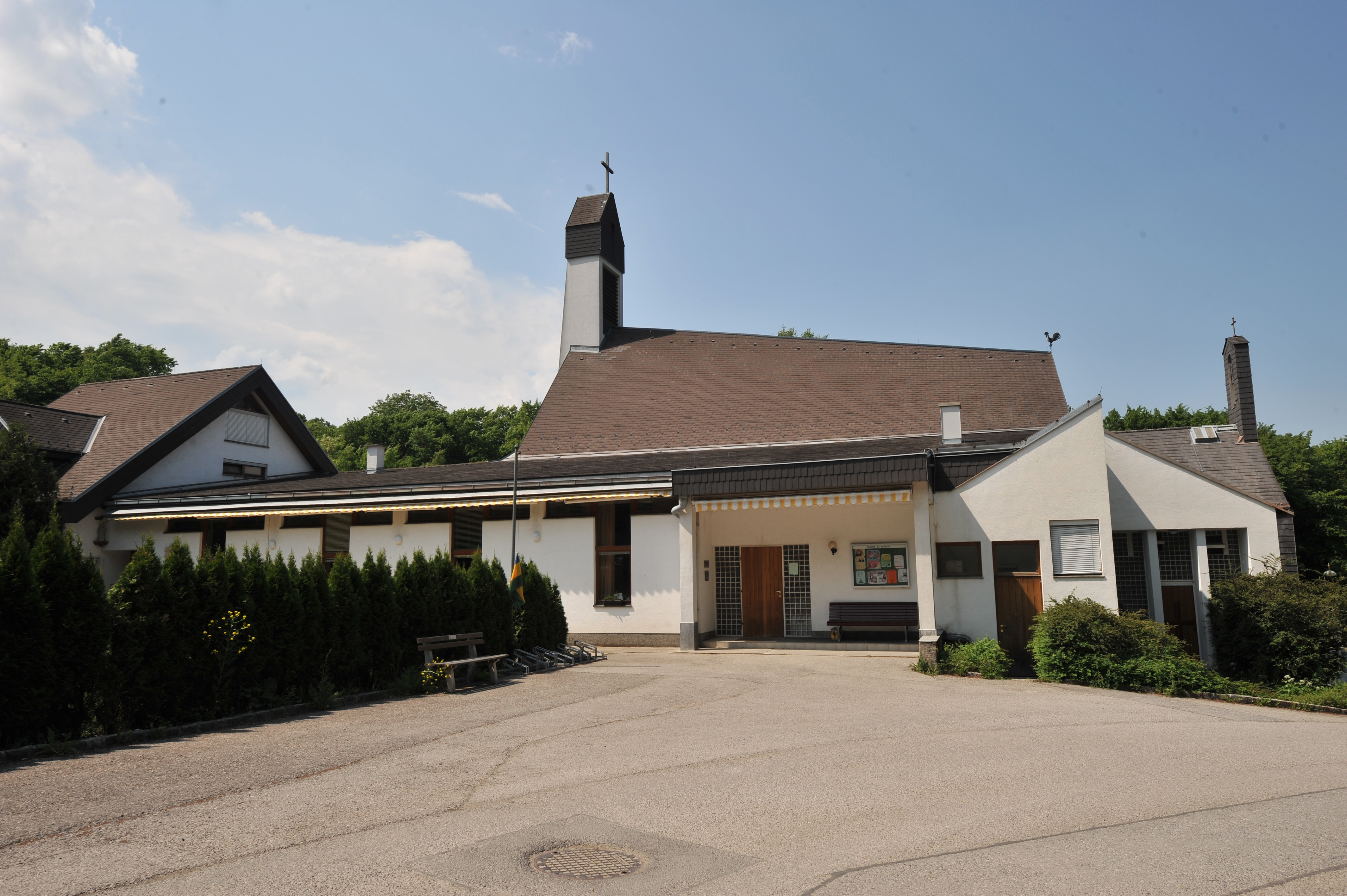
Pfarrkirche Breitenfurt bei Wien-St. Bonifaz

- Katholische Pfarrkirche Breitenfurt bei Wien-St. Johann Nepomuk
- Katholische Pfarrkirche Breitenfurt bei Wien-St. Bonifaz
- Katholisches Kloster St. Josef Breitenfurt bei Wien der Kongregation der Töchter der göttlichen Liebe

## Persönlichkeiten
Söhne und Töchter der Gemeinde
- Leopold Grabner (1802–1864), Forstwissenschaftler
- Georg Sigl (1811–1887), Techniker und Unternehmer
- Adolf Schmidt (1845–1905), Musikpädagoge, Chorleiter und Komponist
- Gerda Maurus (1903–1968), Schauspielerin
- Gerhard Zadrobilek (* 1961), ehemaliger Radprofi
- Georg Miks (* 1969), Bildhauer
- Franziska Weisz (* 1980), Schauspielerin
- Mario Hochgerner (* 1984), Radiomoderator

Persönlichkeiten mit Bezug zur Gemeinde
- Andreas Herzog (* 1968), Fußballspieler und -trainer